# Beat'n Groovy
『Beat'n Groovy』（ビートン グルービー）は、コナミデジタルエンタテインメントから2008年10月8日にXbox 360の「Xbox Live アーケード」対応ソフトとして全世界で配信が開始されたリズムアクションゲーム。価格は800マイクロソフトポイント。
同社のBEMANIシリーズ『pop'n music』をベースにした作品で、収録楽曲も同シリーズのものだが、登場キャラクターなどが大幅に異なっている。
2017年1月12日よりXbox Oneの後方互換に対応した。

## 概要
家庭用ゲーム機向けの『pop'n music』シリーズは、日本国内では過去にプレイステーション2などで発売されていたが、国外では未発売となっていた。本作は、欧米市場向けに初めて家庭用『pop'n music』（に類するゲーム）が登場した作品となる。
画面スキンは『pop'n music 9』に近いものが採用されている。また、Xbox LIVE ビジョンにも対応しており、この場合はカメラを使って体を動かす全く異なるゲーム性となる。

## 基本ルール
ルールは基本的に『beatmania』や『pop'n music』と同様で、画面上部から落下するオブジェが判定バーに重なった時に、タイミングよく対応したボタンを押すとそれに応じた音色が鳴り、グルーヴゲージ（以下、ゲージ）が上昇する。逆に、押さずに見逃してしまったりタイミングを外したりするとゲージが減少する。演奏終了時にゲージが赤色のGOODゾーンに達していればステージクリアとなる。
使用ボタン数は3ボタンおよび5ボタンで、Xbox 360用のコントローラを使ってプレイする。キーコンフィグは不可能だが、タイトル画面でコナミコマンドを入力することによって、操作方法を初期配置からもう1つのパターンに切り替えることができる。

### 『pop'n music』との相違点
上から落下してくるオブジェの名称は「ポップ君」ではなく「ビートン君」で、その配置も上段が3個、下段が2個と、『pop'n music』とは上下が逆になっており、ボタンの配色も左から順に「紫、青、赤、緑、黄」（青と緑が下段）となっている。判定ラインに重なった時にオブジェを上手く叩いた場合、『pop'n music』ではその場でポップ君が弾けるが、本作のビートン君は叩いてもそのまま落下していく。なお、『pop'n music』に存在したプレイオプション（Hi-SPEEDやRANDOMなど）やオジャマは、本作では一切存在しない。
ビートン君を叩いたときの判定は「GREAT」、「GOOD」、「BAD」の3種類のみとなっており、『pop'n music』での「COOL」にあたる判定は存在しない。グルーブゲージが満タンの場合、『pop'n music』ではGREATを出した時に判定表示が「FEVER!」に切り替わっていたが、本作ではそれに加えGOOD判定でもFEVER!と表示される。両者の違いはボタンを押した時の光の柱の色で判別可能（紫：GREAT、赤：GOOD、青：BADまたは空押し）。
また、『pop'n music』では「BAD」の判定に、ポップ君を叩くタイミングがずれていた場合（空打ちBAD）と、ポップ君を叩けなかった場合（見逃しBAD）のものが両方含まれていたが、本作では前者のみがBAD数として加算される。ただし、前者の場合も画面に「BAD」の判定文字は表示されない。また、コンボ数のカウントは『pop'n music』ではBADを出すとその時点で途切れたが、本作では空打ちBADの場合はコンボ数が途切れずに維持され、ビートン君を見逃した場合に（BAD数は加算されないが）コンボが途切れる。なお、コンボ数のカウント方式は『pop'n music 16 PARTY♪』以前の『pop'n music』シリーズと同じく、叩いたビートン君の2個目からカウントされ始める。このため、全てのビートン君をGOODかGREATで叩いてクリアした場合は「総ノーツ数-1」がコンボ数となる。

### 譜面
本作では3ボタンおよび5ボタンから選択する。譜面は1種類のみで、『pop'n music』のHYPER譜面のような上位譜面は存在しない。
5ボタン
5ボタン用の譜面は、基本的に『pop'n music』での5ボタン譜面を本作の配置にそのまま変換したものが採用されている。「Arcade」、「Endless」、「Training」モードで選択可能。
3ボタン
全てのモードで選択可能。3ボタン用の譜面は、全モード共通で5ボタン用の譜面の両端（紫と黄）を単純にそのまま削ったものとなる。これは、5ボタンが選択できない3ボタン専用のモードでも例外ではない。また、5ボタン譜面の場合はALL GREAT（満点）で10万点となるが、3ボタン譜面のスコアは5ボタン譜面の総ノーツ数を基準に計算されるため、オブジェが減少する分だけ得点の上限も少なくなる。そのため、曲によって最高点の理論値が異なる。

## ゲームモード
Arcade
3ボタンまたは5ボタンから選択。曲を選択して遊ぶ標準モード。
Endless
3ボタンまたは5ボタンから選択。ミスをすると減るゲージで全曲を連続してプレイしていくモード。『pop'n music』のEXPERTモードと同様、演奏終了時にグルーヴゲージが少しでも残っていればGOODゾーンに達していなくてもクリアとなるが、ゲージが無くなるとその時点で曲の途中でもゲームオーバーになる。スコアは累計されていくが、コンボは別扱いとなる。
Training
3ボタンまたは5ボタンから選択。曲を練習できるモード。スコアは記録されないが、譜面に小節線が表示される。
VS.
3ボタン専用の2人対戦モード。『pop'n music』の「BATTLE」モードに近いレイアウトで、1P・2Pそれぞれがキャラクターを選択し、画面の左右端に1P側・2P側それぞれの譜面が流れる。グルーブゲージはなく、スコアが高い方が勝利となる。なお、譜面は「VS.」専用のものではなく、前述の5ボタン譜面の両端を削った3ボタン譜面と同じものとなる。そのため、『pop'n music』のように左右対称ではなく、左右両側とも全く同じ譜面が降ってくる。
Xbox LIVE
3ボタン専用。「VS.」モードと同様のルールでネット対戦を行う。ただし、自分の譜面のみが左端に表示され、相手側の譜面は表示されない。
Xbox LIVE Vision
3ボタン専用。「Xbox LIVE ビジョン カメラ」を接続してプレイする。画面右端に青、上部に赤、左端に緑の輪が表示されており、画面中央からそれぞれの輪へ放射状に同色の玉が放たれるので、色玉が輪の中へ重なったときにタイミング良く手をかざして拾っていく。このモードではGREAT判定がないが、GOODがGREATに相当する。それ以外のスコア計算や譜面そのものは通常の3ボタン譜面と同じ。

## 登場キャラクター
『pop'n music』と同様に画面左側で踊るプレイヤーキャラクターを選択し、画面右側に表示される曲の担当キャラクターと対決するような画面形式となる。なお、背景はキャラクターごとに設定された独自のものになっており、背景自体もアニメーションが行われる。最初はBETTYのみ使用可能だが、曲をクリアすると次回のプレイからその曲の担当キャラクターを使用できるようになる。
以下、担当曲は「曲名 / アーティスト名義」の順に記載。
BETTY
ドレッドヘアーの女性ダンサー。最初から使用可能。
担当曲：「WE TWO ARE ONE / Lala Moore」、「100sec. Kitchen Battle!! / Orange Lounge」
JENNIFER
金髪のチアリーダーの女の子。
担当曲：「Gotta Get My Groove On / good-cool feat. Aundréa L. Hopkins」
DARK
マイクスタンドを持った長身なサングラスの男性。
担当曲：「Missing Cat / SAKURAI yasushi feat. KUDO」
SAKURA
サングラスを頭に付けた黒髪ロングヘアーの女の子。
担当曲：「MOON / dj TAKA feat. Erika Mochizuki」、「starmine (pop'n mixxx) / Ryu☆」
PINKY
ギターを持ったパンク少女。勝利ポーズで背中に羽根が生える。
担当曲：「spicy piece / ORIGINAL SOUND TRACKS」
T.K
スケートボードに乗った小柄な少年。
担当曲：「R.C. / Waldeus vön Dovjak」
Cool D
ラジカセを持った、体格のいい黒人ラッパー。
担当曲：「BEYOND THE EARTH / NEKOMATA Master」
上記の他、タイトル画面では実際のゲーム中に登場しないキャラクターが何名か描かれている。

## 評価
IGNでは本作に対してのレビューにおいて、10点満点中「2.0 (Terrible)」の評価スコアが付けられた。